# Détour mortel 6
Série Détour mortel
Détour mortel 5
(2012) Détour mortel : La Fondation
(2021)
Pour plus de détails, voir Fiche technique et Distribution.
Détour mortel 6 : Last Resort ou Sortie fatale 6 au Québec (Wrong Turn 6: Last Resort) est un film d'horreur américain réalisé par Valeri Milev, sorti directement en vidéo en 2014. C'est le sixième volet de la saga Détour mortel.

## Synopsis
Un homme et une femme font du VTT dans une forêt. Ils s'arrêtent pour se baigner et faire l'amour dans une source d'eau chaude. En repartant, ils se font tuer par les cannibales.
Un jeune homme souffrant de troubles affectifs, Danny, découvre qu'il a hérité d'un hôtel isolé, le Off Springs. Il a invité ses amis (Jilian, Rod, sa petite amie Toni, Vic, Brian et Charlie) à passer quelques jours dans son hôtel. Le groupe est accueilli par Sally et son frère Jackson, les gérants de l'hôtel qui n'ont pas l'air d'apprécier la venue des amis de Danny. 
Une vieille dame, Agnès, se fait tuer par les cannibales dans les couloirs de l'hôtel, apparemment sous les ordres de Jackson qui les commande.
Brian et Jilian sont en ville et croisent le shérif qui leur demande s'ils n'ont pas croisé un groupe de personnes âgées (vu au début du film) et leur apprend qu'une femme du groupe, Agnès Fields, a disparu. Les deux jeunes gens ne savent pas de qui il s'agit et rentrent à l'hôtel.
À l'hôtel, Jackson montre à Vic, Danny et Toni un arc appartenant au grand-père de Danny. Ce dernier accompagné de Jackson part à la chasse et abat une biche tandis que "Trois Doigt" tue le shérif. Danny et Vic, venus chercher son ami, se blessent dans des fils barbelés. 
Danny veut rénover l'hôtel. Jilian et son petit ami se mettent à voler des statuettes et en fouillant la maison, ils finissent par trouver une salle étrange et font l'amour jusqu'à ce que le couple soit attaqué par les cannibales et Jilian tuée. Le jeune homme est soigné par Sally qui tente de lui faire l'amour et finit par le tuer en l'étouffant avec un coussin sur ordre de Jackson.
Dans la soirée, Sally et Jackson emmènent Danny voir les autres membres de la famille. Ils arrivent à une sorte de village rempli de gens étranges. Jackson fait comprendre à Danny qu'ils vivent uniquement entre famille depuis très longtemps, mais que depuis quelque temps, très peu d'enfant naissent et c'est pour cela que Sally et Danny doivent s'unir car ils sont les seuls à avoir un sang pur. Danny est drogué et ne parvient pas à sauver son ami Vic qui avait suivi le groupe discrètement.
Le lendemain, Danny revient l'air saoul et s'endort. Les trois autres jeunes gens découvrent Jackson en train de cuisiner de la viande humaine. Ils se font attaquer par les cannibales et Charlie affronte ceux-là avec les haltères, ensuite il se fait couper les doigts par l'un d'entre eux et se fait tuer par les cannibales au tuyau d'incendie. Rod, le frère de Toni, se retrouve la jambe coincée dans un piège à ours et finit avec un couteau dans la tête. Toni parti chercher son petit copain, se fait agresser par Sally qui prétend être enceinte de Danny. Ce dernier arrive et arrache le fusil des mains de Toni avant que celle-ci ne l’abatte. Danny n'est plus le même et dit à sa copine que sa place est ici. Toni tue Jackson et se fait tuer par les cannibales. 
Plus tard, le "Off Springs" est renommé le "Hillicker Springs" et rouvre au public. Dans les sous-sols du bâtiment, Danny et les cannibales se retrouvent dans une salle vue précédemment dans le film, où il fait l'amour à Sally pour essayer de lui faire un enfant.

## Fiche technique
- Titre original : Wrong Turn 6: Last Resort
- Titre français : Détour mortel 6 : Last Resort
- Titre québécois : Sortie fatale 6
- Réalisation : Valeri Milev
- Scénario : Frank H. Woodward
- Musique : Claude Foisy
- Montage : Don Adams
- Casting : Gillian Hawser
- Pays d'origine : États-Unis, Bulgarie
- Format : Couleurs - 1,85:1 - Dolby Digital - 35 mm
- Genre : horreur et thriller
- Durée : 91 minutes
- Dates de sortie : 
  - États-Unis : 21 octobre 2014 (en DVD et Blu-ray)
  - France : 21 octobre 2015 (en vidéo)
- Classification : Interdit aux moins de 16 ans lors de sa sortie en France

## Distribution
- Anthony Ilott (VF : Tony Marot) : Danny
- Sadie Katz (VF : Christèle Bilault) : Sally
- Aqueela Zoll (VF : Alice Taurand) : Toni
- Chris Jarvis (VF : Anatole de Bodinat) : Jackson
- Rollo Skinner (VF : Yoann Sover) : Vic
- Billy Ashworth (VF : Brice Ournac) : Rod
- Harry Belcher (VF : Jérôme Pauwels) : Charlie
- Roxanne Pallett (VF : Jessica Monceau) : Jillian
- Joe Gaminara (VF : Alexis Tomassian) : Bryan
- Kicker Robinson (VF : Jean-François Cros) : shérif Doucette
- Talitha Luke-Eardley (VF : Adeline Forlani) : Daria
- Luke Cousins (VF : Jérémy Bardeau) : Nick
- Josie Kidd (VF : Françoise Pavy) : Agnes Fields
- Venetka Georgieva : La grosse femme
- Asen Asenov : Un œil
- Radoslav Parvanov : Trois doigts
- Danko Jordanov : Dents de scie